# Massimo Cosmelli
Massimo Cosmelli (nacido el 06 de agosto de 1943 en Rosignano Marittimo, Italia) es un exjugador italiano de baloncesto. Con 1.80 de estatura, jugaba en la posición de base. 

## Equipos
- 1965-1970 Virtus Bologna
- 1970-1971  Pall. Milano
- 1971-1973 Pallalcesto Udine
- 1973-1976 Mens Sana Siena